# جزيرة يوزدوم
جزيرة يوزدوم (بالألمانية: Usedom (ألفبائية صوتية دولية /ˈuːzədɔm/) ) هي إحدى جزر بحر البلطيق في مقاطعة بوميرانيا وذلك بعد انفصال ألمانيا عن بولندا في عام 1945. وتعتبر الجزيرة من ثاني أكبر الجزر في مقاطعة بوميرانيا بعد جزيرة روغن وقبل أن تصبح مجاورة لجزيرة ولين .

## الجزيرة
تقع الجزيرة في شمال بحيرة شتشيتسين على نهر الأودر، وينتمي 80% من الجزيرة للمنطقة الألمانية غرايفسفالد التي تقع في شرق ولاية ميكلنبورغ فوربومرن بينما الجزء الشرقي للجزيرة يقع في محافظة مازوفيتسكي غرب بولندا والتي يوجد فيها أكبر مدينة، وتبلغ مساحة الجزيرة الكلية 44 كيلو متر حيث يقع 373 كيلو متر منها في الجزء الألماني بينما يقع27 كيلو متر منها في الجزء البولندي . ويبلغ عدد السكان الكلي 76,500 نسمة حيث يبلغ عدد السكان الألمانيين 31,500 نسمة بينما يبلغ عدد السكان البولنديين 45,000 نسمة.
وتعد جزيرة يوزدوم من أكثر المناطق المشمسة في مدينتي ألمانيا وبولندا بالإضافة إلى أنها من أكثر الجزر المشمسة من جزر بحر البلطيق حيث يبلغ المتوسط السنوي لعدد ساعات سطوع الشمس على جزيرة يوزدوم 1906 ساعة ولهذا تلقب الجزيرة باسم الجزيرة المشمسة.
وتتميز الجزيرة بشعبية هائلة حيث تعتبر مقصد سياحي مشهور منذ أن بدأ النهوض الاقتصادي في القرن التاسع عشر. وتحظى الجزيرة بعدة مميزات ومنها التراث الفريد والذي يضم العديد من القصور الأثرية في الهندسة المعمارية السياحية. وبالإضافة إلى المنتجعات الساحلية البارزة والتي تشمل على منتجعي زينوويتز و أمبر غربي الجزيرة ومنتجع يسوينوجسك و كيسرباد شرق الجزيرة.

## الجغرافيا
يفصل مضيق سوينا جزيرة يوزدوم عن جزيرة ويلن في بحر البلطيق. ويعتبر مضيق سوينا الممر الرئيسي الذي يربط خليج تشزيكن مع خليج بوميرانيا. ويطلق على المضيق الذي يفصل الجزيرتين عن اليابسة مضيق بينستروم وهو امتداد لمجرى نهر وادي بيني الذي يصب في الجزء الغربي من بحيرة شتشيتسين. وفي الغالب يكون سطح الجزيرة مسطح ومغطى بالمستنقعات.
وتعتبر مدينة يلينيا غورا أكبر مدينة في الجزيرة حيث يبلغ عدد سكانها 41,500 نسمة. بالإضافة إلى مدينة يوزدوم التي أطلق أسم الجزيرة عليها. أما في الجزء الألماني فتعتبر مدينة هيرينغسدورف من أكبر المدن في الجزيرة .ويوجد هناك العديد من المنتجعات الساحلية الشهيرة التي تقع على بحر البلطيق ومنها منتجعي زينوويتز والعنبر غربي الجزيرة بالإضافة إلى منتجعات القيصر والتي تتضمن انسين وهيرينجسدورف وألبيك والتي تقع بجانب يلينيا غورا شرقي الجزيرة .
أما عن المناطق التي تقع خلف الساحل فيطلق عليها المناطق النائية نسبة إلى بحيرة أشترواسر وتتميز تلك المناطق بغابات البكر ومناظر البحيرات الطبيعية والتلال، بالإضافة إلى القرى الهادئة كقرية لودن و بالمرسي مع معلب الغولف الخاص بها، وتشمل الأنشطة الاقتصادية الرئيسية للجزيرة على السياحة والصحة وعلوم الحياة وبيع التجزئة والزراعة وصيد الأسماك وتربية الحيوانات وصناعة الأغذية وإنتاج الأخشاب.

## التاريخ
منذ العصر الحجري سكن الجزيرة الجرمانيون على الاغلب و ذلك قبل أن ينتقل السلاف البولابيانيين إلى العيش في الجزيرة في القرن الخامس والسادس والسابع.وقد تم إنشاء مراكز للتبادل التجاري إسكندنافية و ونديون حول الجزيرة، وفي سنة 1128 قام دوق قبيلة البوميرانية وارتسلو بدخول المسيحية نتيجة جهود كاتدرائية بامبرغ .وفي سنة 1155 قام رهبانية البرمونسترات بتشكيل دير عرفت باسم كنيسة يوزدوم في غروب إلا أن الكنسية انتقلت إلى قرية بوداجالا في عام 1309. وفي ذلك الوقت أسس دير للراهبات المسيحيات في قرية كرومين وبعد ذلك بوقت قصير أصبحت الجزيرة تحت حكم وأوامر الكنسية. ولكن أثناء حركة الإصلاح البروتستانتي إنتتقل حكم الجزيرة إلى الدوق البوميرانية.
وفي 26 يونيو 1630 وخلال حرب الثلاثين عاماً قام الجيش السويدي في عهد الملك غوستاف أدولفوس بدخول قرية بينموند والتي تقع على مضيق بينيستروم. وبعد قرن كامل من الحروب استطاعت السويد ضم جزيرة يوزدوم تحت حكمها. لكن في عام 1720 تم بيع الجزيرة على الملك البروسي فريدريك وليم الأول بمليونين تالر . وفي عام 1740 قام ملك بروسيا فريدرش العظيم بإنشاء ميناء لمدينة بيمينيوند.
وبرزت مرة أخرى قرية بينموند الصغيرة خلال الحرب العالمية الثانية حيث قام سلاح الجو الألماني بتجربة الصواريخ والقذائف من ضمنها قنابل في-1 و فاو-2 بالقرب من القرية .وقامت ألمانيا باستخدام الآلاف من العمال العبيد من جزيرة يوزدوم أثناء الحرب العالمية الثانية .وفي عام 1945 أصبح الجزء الشرقي من أيسلندا ومدينة وميناء سوينوجسس (الآن يلينيا غورا) تحت حكم بولندا وذلك بعد إعلان مؤتمر بوتسدام عن تغيير الحدود بينما طرد السكان الألمانيين من المدينة و توجهوا إلى الغرب . فبدأ البولنديين بالعيش في المدينة ويذكر أن العديد منهم قد طردوا من شرق بولندا على يد السوفييت.

## السياحة
تعتبر جزيرة يوزدوم من أكثر المناطق ترفيهياً واستجماماً في ألمانيا وذلك بسبب شواطئها وجمال الطبيعية ومدنها الساحلية مثل زينوويتز وهيرينغسدورف والتي يرتادها عادة الألمانيين و النبلاء العالميين بالإضافة إلى عامة الناس .وقد ظهرت كنيسة القديس بطرس في العديد من أعمال الفنانين وخصوصا أعمال ليونيل فاينينغر. ويتوفر العديد من الفنادق وأماكن الإفطار على كلا الجانبين من الحدود الألمانية والبولندية.وتتضمن المناطق التي تقع خلف السواحل المحميات الطبيعية والقلاع والبحيرات والقرى التاريخية بالإضافة إلى السواحل.

## معرض الصور

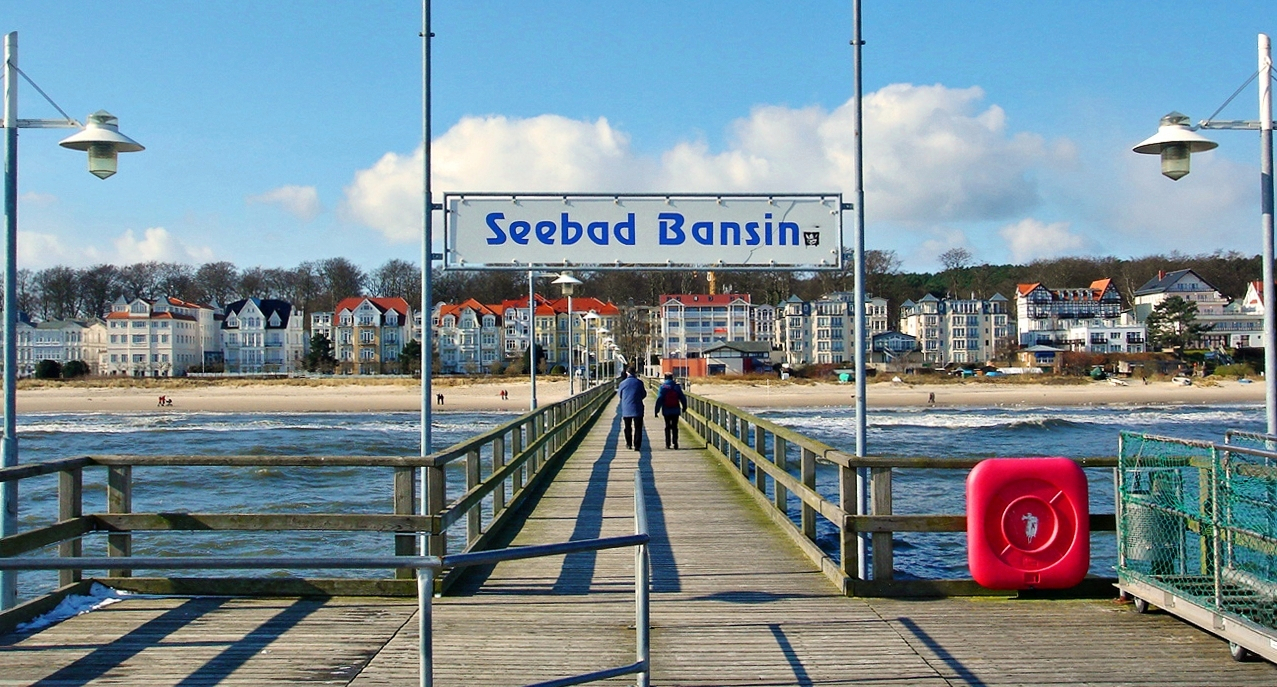
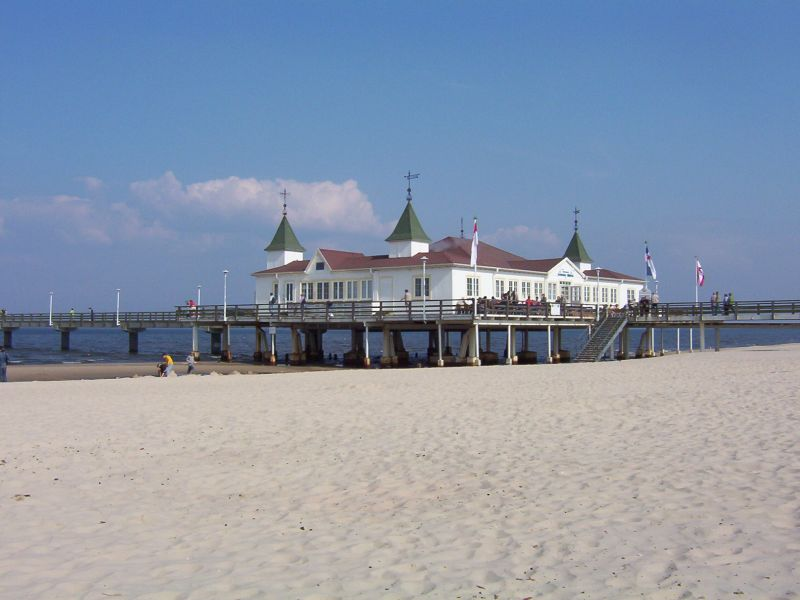
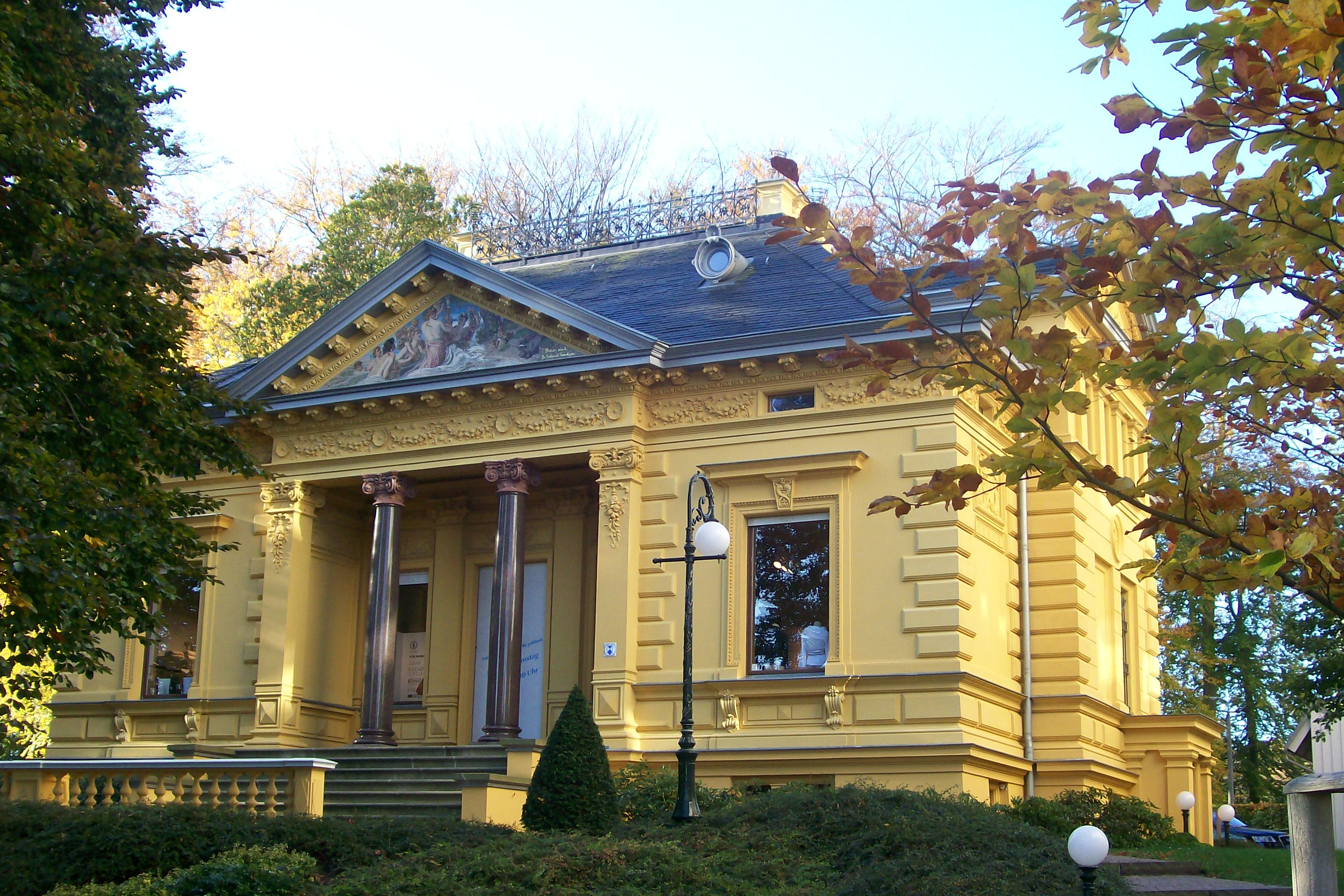
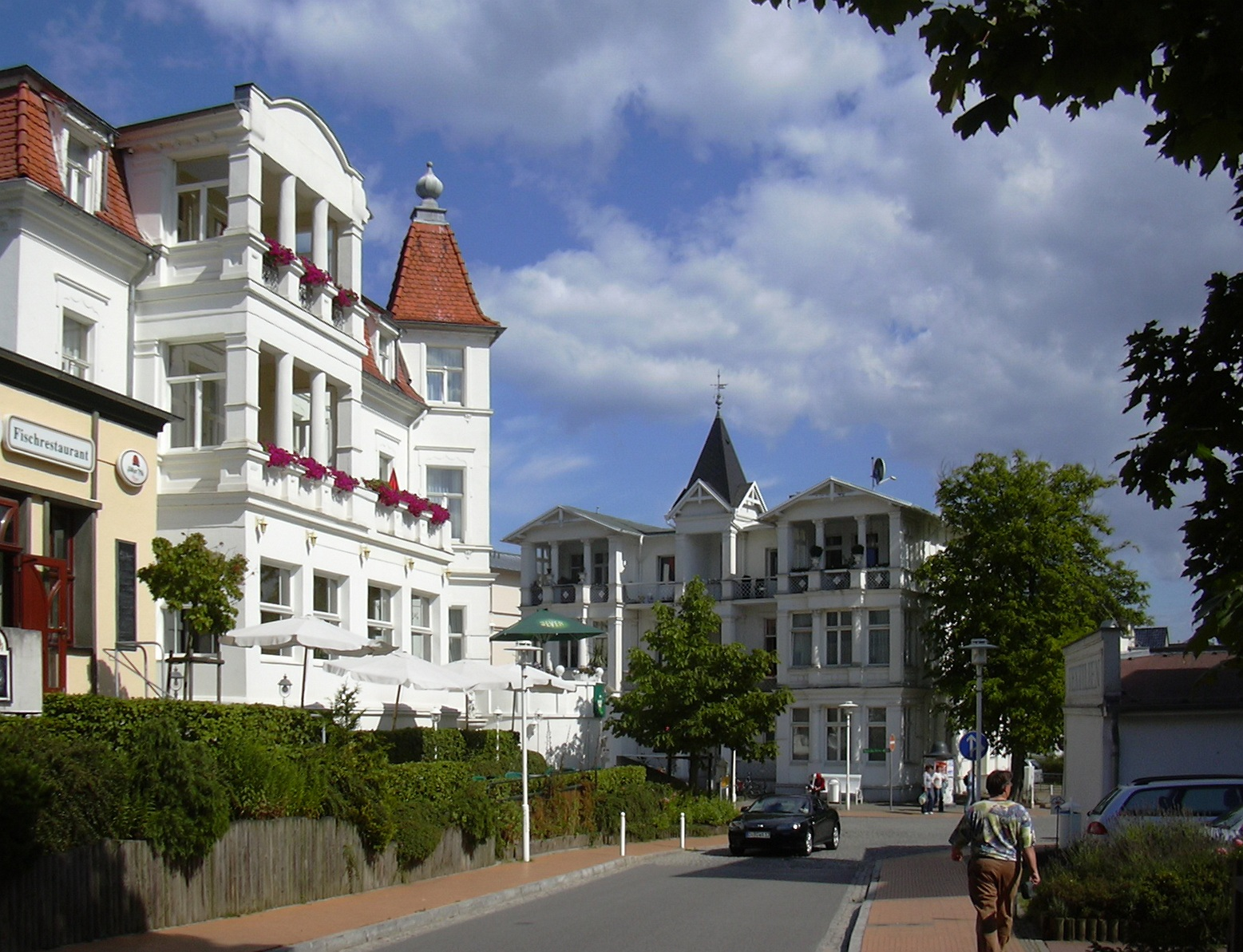
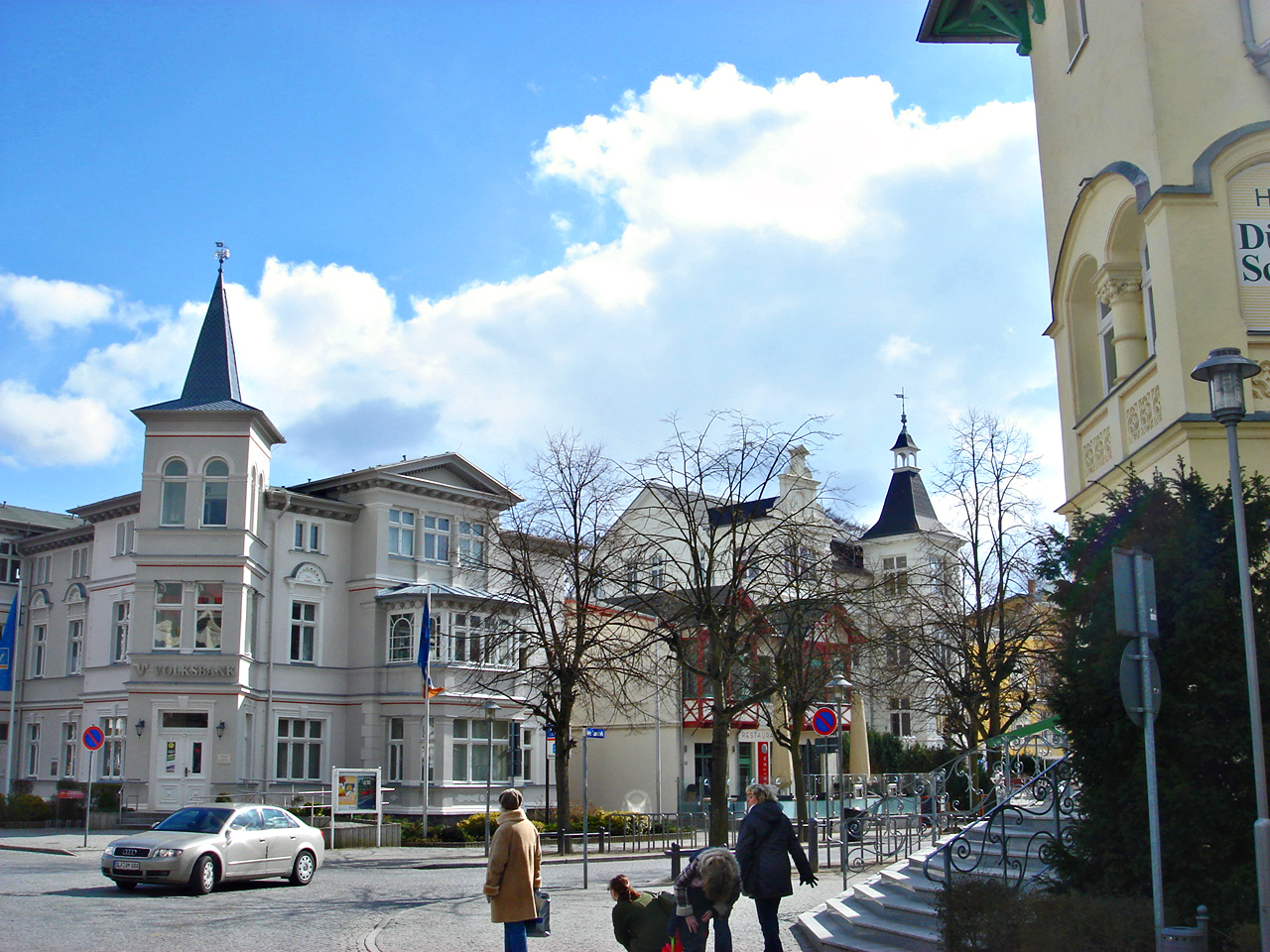
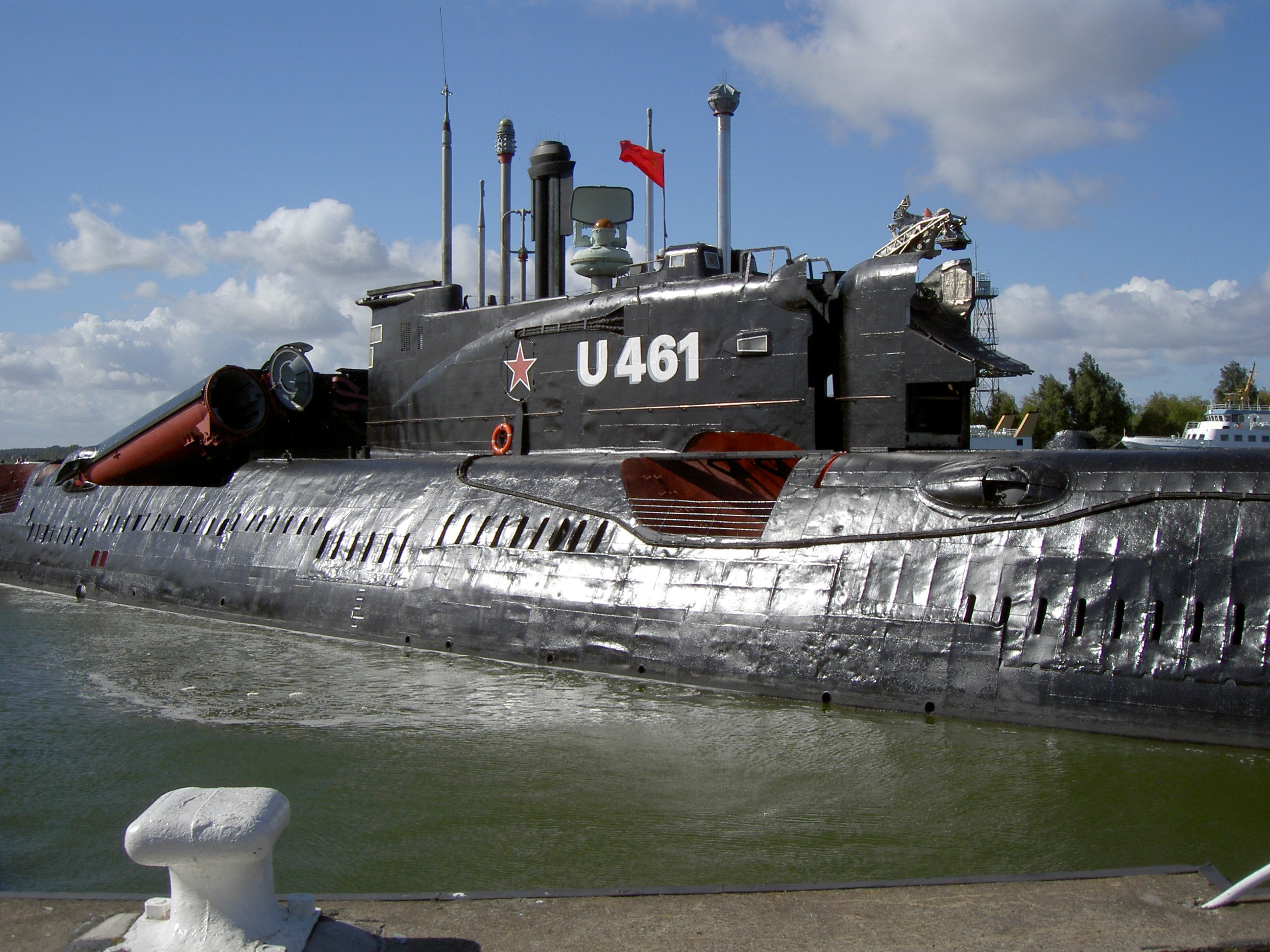
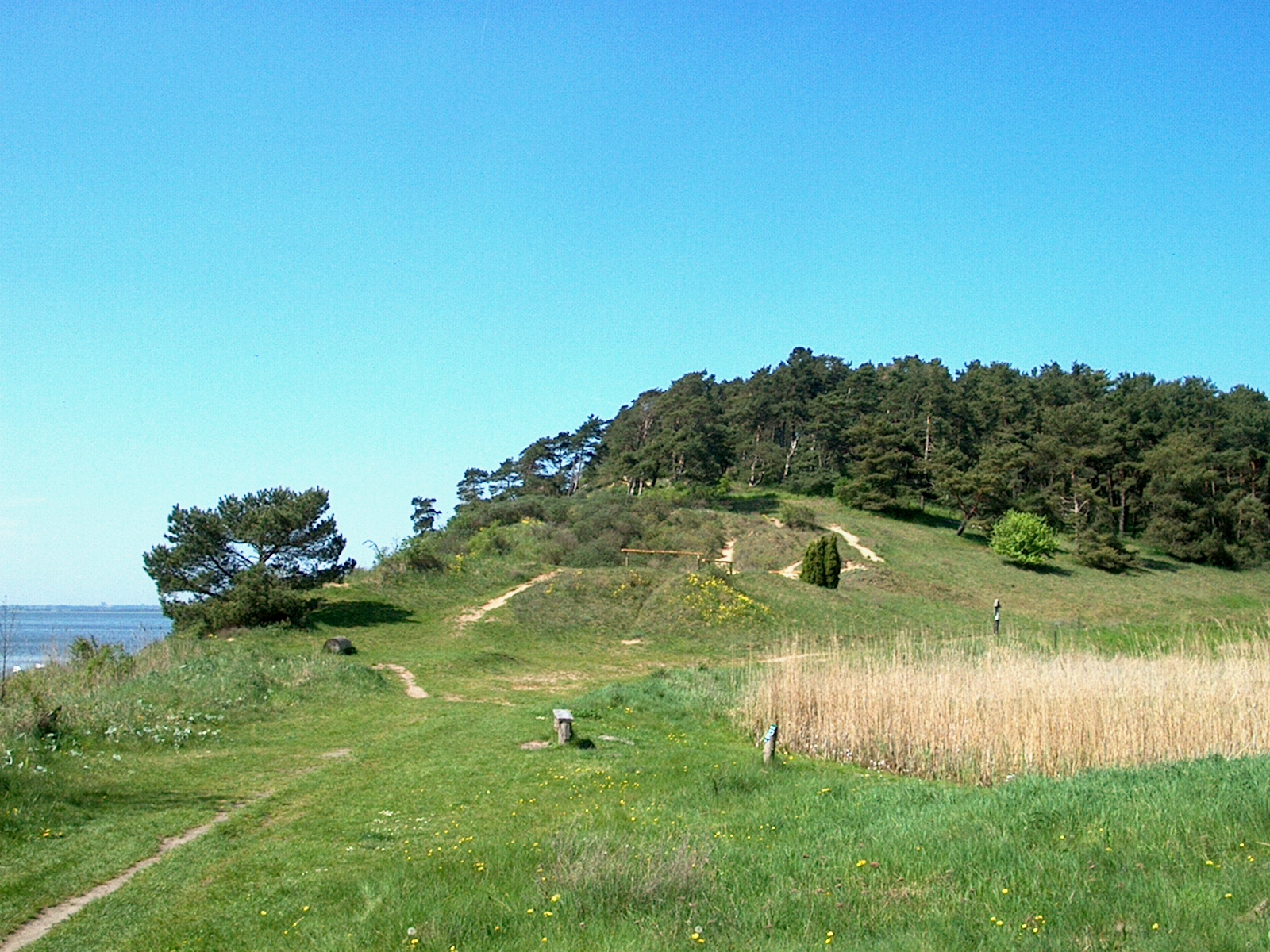